# صنعت هواگرد

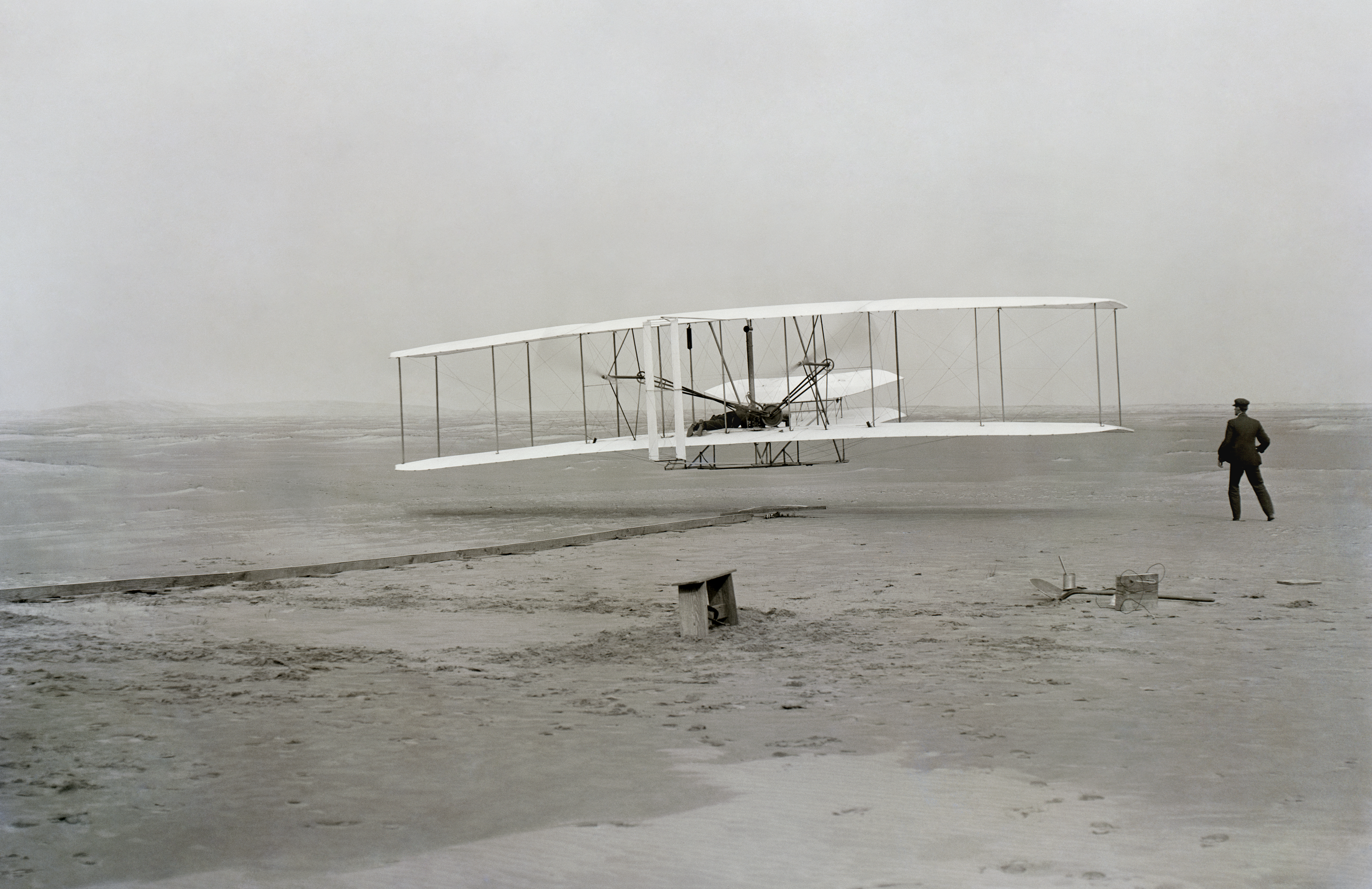
اولین پرواز موفق «رایت فلایر» توسط برادران رایت

صنعت هواگرد (به انگلیسی: aircraft industry) صنعتی است، که به‌عنوان بخشی از صنایع هوافضایی، با تولید انواع هواگرد، تجهیزات پرنده و ساخت قطعات مختلف هواپیماها، همچنین ارائه خدمات تعمیر و نگهداری آن‌ها، کلیه نیازهای هوانوردی را تأمین می‌نماید. بخش اصلی درآمدهای حاصل از این صنعت، از بخش‌های هوانوردی نظامی، تجهیزات هوافضا و هواپیماهای مسافربری حاصل می‌شود.
هدف اصلی صنعت هوافضا طراحی و ساخت وسایل پرنده است، در نتیجه فارغ‌التحصیلان مهندسی هوافضا می‌توانند در صنایع و موسسات پژوهشی هواپیمایی، موشکی و ماهواره فعالیت نمایند و همچنین در کلیه سازمان‌هایی که به نحوی از وسایل پرنده استفاده می‌کنند، به عنوان کارشناس و محقق خدمت نمایند. اما علاوه بر اشتغال در مراکز فوق، یک مهندس هوافضا با تسلط بر علوم آئرودینامیک، طراحی سازه و روش‌های طراحی توربوماشین‌ها توانایی کار در شاخه‌های متعددی از مهندسی و پروژه‌های خارج از حیطه صنایع هوافضایی را نیز دارد.
مهندسی هوافضا از زیرشاخه‌های مهنسی مکانیک سیالات است و کاربرد زمینه‌های مطالعاتی یک مهندس هوافضا تنها به طراحی هواپیما و وسایل پرنده محدود نمی‌شود. برای مثال آئرودینامیک خودرو از برخی جهات شباهت زیادی به آئرودینامیک هواپیما دارد و امروزه در اغلب صنایع خودروسازی با استفاده از تونل باد و علم آئرودینامیک، خودروهای کم‌مصرف‌تری می‌سازند. فرایند سیستم‌های کنترل صنعتی نیز با فرایندهای طراحی کنترل در وسایل پرنده بر یک مبنا است و همچنین سازه خودرو و کشتی مشترکات بسیاری با سازه یک هواپیما دارد و بالاخره توربین‌های گاز یک نیروگاه یا پالایشگاه همانند یک موتور جت تحلیل و طراحی می‌گردند. در نتیجه یک مهندس هوافضا علاوه بر شرکت‌های هوافضایی و ساخت ماهواره، در نیروگاه‌ها، صنایع نفت و گاز، پالایشگاه‌ها، صنایع خودروسازی و فرودگاه‌ها فرصت‌های شغلی بسیار خوبی دارد.